# Pełczyce (gmina)
Pour les articles homonymes, voir Pełczyce (homonymie).
Pełczyce est une gmina mixte du powiat de Choszczno, Poméranie occidentale, dans le nord-ouest de la Pologne. Son siège est la ville de Pełczyce, qui se situe environ 16 km au sud-ouest de Choszczno et 64 km au sud-est de la capitale régionale Szczecin.
La gmina couvre une superficie de 200,81 km2 pour une population de 7 935 habitants en 2016.

## Géographie
Outre la ville de Pełczyce, la gmina inclut les villages de Będargowiec, Będargowo, Boguszyny, Bolewice, Brzyczno, Bukwica, Chrapowo, Dolne, Dubielewo, Golejewo, Jagów, Jarosławsko, Kępiniec, Krzynki, Lubiana, Lubianka, Ługowo, Łyskowo, Nadarzyn, Niesporowice, Płotno, Przekolno, Przyłęki, Puszczyn, Sarnik, Sułkowo, Trynno, Trzęsacz et Wierzchno.
La gmina borde les gminy de Barlinek, Choszczno, Dolice, Krzęcin et Strzelce Krajeńskie.